# Systèmes défensifs de l'Afrique romaine

Limes africain à la fin du IIe siècle début du IIIe siècle.

Les Systèmes défensifs d'Afrique romaine désignent la série d'aménagements défensifs réalisés par les Romains en Afrique du Nord.
Les Romains organisent leur système de défense au fur et à mesure de leur progression dans le contrôle des territoires annexés en Afrique et en Maurétanie. À chaque avancée, un nouveau limes enveloppe des territoires et des populations réputés pacifiés et susceptibles d’accepter la civilisation à la romaine, et les distinguent des zones extérieures où la Pax Romana n’est pas encore établie. Par sauts successifs, ce limes finit par atteindre et parfois pénétrer les confins arides du domaine saharien depuis l’Océan Atlantique jusqu’aux déserts de la Grande Syrte.
La frontière de l'Afrique romaine n'est pas conçue à l'échelle de l'empire et ses implications politiques et territoriales font sens à l'échelle de la province. Les décisions prises par les Romains en la matière sont très pragmatiques.
Ces systèmes diffèrent des limes européens appuyés sur des fleuves : le relief montagneux et étiré d'est en ouest impose de construire des routes de rocade qui permettent la circulation des troupes et aussi celles des commerçants, des points fortifiés qui les jalonnent et exceptionnellement des ouvrages défensifs tels que murs ou fossés. Des voies transversales unissent ce limes aux principales cités, et à la zone côtière.

## Le secteur de l'Africa

Villes et camps d'Afrique romaine

Sur la période républicaine, les sources antiques sont rares sur la présence militaire romaine dans la province d’Africa, pourtant nécessaire pour tenir en respect le royaume numide et surveiller l’approvisionnement vers Rome. Selon François Hinard, la protection de ce territoire était assurée par une présence militaire permanente, au moins une légion probablement basée à Utique. Paul Orose, auteur tardif, indique en -125 une armée d’Afrique de 30 000 soldats. La période des guerres civiles voit l’accroissement des effectifs chargés de la défense de l’Afrique, qui atteignent 4 légions sous le triumvir Lépide.
Auguste devenu empereur ramène progressivement cet effectif à une seule légion, la legio III Augusta. À la fin du règne d'Auguste et sous Tibère, les Romains montent le dispositif sécurisant la province d'Afrique autour de Carthage. Des routes partent de Carthage : une remonte la vallée de la Medjerda et dessert Sicca Veneria (Le Kef) et Cirta (Constantine); une autre suit l’oued Miliane via Uthina (Oudna), Thuburbo Majus (Henchir Kasbat), Assuras (Zanfour) jusqu’à Ammaedara, où stationne la IIIe légion.
En 22 ap. J.-C., pour lutter contre l'insurrection de Tacfarinas, une première rocade est construite entre Cirta et Leptis, probablement Leptis Minor. Cette voie permet les déplacements de la IIIe légion, pour surveiller d'une part les Aurès et la tribu des Musulames, d'autre part la région du Djerid et les Gétules, zones encore insoumises.
Sous les Flaviens, le dispositif est renforcé vers l’est et le sud :
- la charnière stratégique de la région des Chotts est protégée par le fort de Turris Tamalleni (Telmine), , entre le Chott el-Jérid et le Chott el-Fedjedj, relié à Tacapa (Gabès) par une route bordée de postes, la vallée qui mène à Tacapa est barrée par un fossé et un mur de 17 km.
- Théveste (Tébessa) devient un nœud stratégique où s’installe la IIIe légion. De là rayonnent des routes : vers le nord et le port de Hippo Regius (Annaba), vers le nord-ouest et Carthage, vers le sud-est et Capsa puis Tacapae. Enfin une voie se prolonge vers l’est jusqu’au camp de Lambèse, où s'installe en 81 un détachement de la IIIe légion, et peut-être jusqu'à Zaraï (actuellement Zraia) ; cette voie élargit le secteur de Cirta de 100 km vers le sud-ouest, et surveille par le nord le secteur des Aurès.

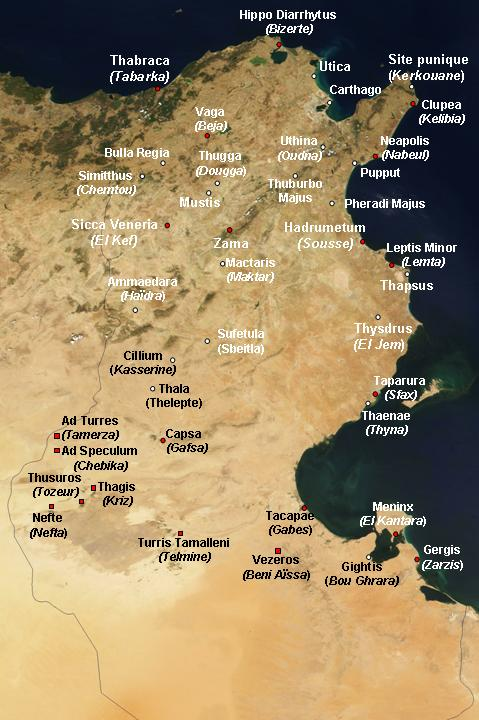
Points d'appui du limes, au sud de la Tunisie antique

Sous Trajan en 104-105 (datation établie d’après les bornes milliaires du légat Minicius Natalis), l’investissement des Aurès par le sud est réalisé : une route ouest-est part de Capsa à travers les zones arides et se borde de camps, connus par la Table de Peutinger : Ad Majores (Henchir Besseriani), Ad Speculum (peut-être Chebika), Ad Turres (Tamerza), Ad Medias, Ad Badias (Badès), Thabudeoas (Thouda), Vescera (Biskra). De Biskra, la route remonte vers le nord par Tubunae et Zarai, rejoint Sitifis (Sétif) et cerne les montagnes de l'Aurès.
L’avancée vers l’ouest continue sous Hadrien. Aux prises avec les tribus maures très mobiles qui se déplacent dans l’Atlas tellien et les Hauts Plateaux, et qui menacent les cités côtières et même celles de Bétique, Hadrien fortifie les accès à la Maurétanie césarienne et installe des unités supplémentaires venues principalement d’Orient et habituées aux conditions arides :
- la IIe cohorte des Sardes construit son camp en 122 à Rapidum (Djouab) à 35 km d’Auzia,
- la VIe cohorte des Commagéniens un autre camp à Zaraï.
- la Ire cohorte montée syrienne (cohors Ia Chalcidenorum) s’installe en 131[7] au camp de Gemellae (El-Kasbat), dans le désert au sud du Hodna, à une trentaine de kilomètres de Biskra,
- le commandement de la IIIe légion se rapproche de ces unités et est transféré à Lambèse en 128
- probablement à cette époque sont mis en chantier les segments de routes supplémentaires qui relient les stations de Rapidum (Djouab), Auzia (Sour El Ghozlane), Zarai, Sitifis, et la liaison avec la côte vers Caesarea (Cherchell) et Saldae (Béjaïa) .

Enfin, un impressionnant système se met en place peut-être sous l’impulsion d’Hadrien : le Fossatum.

## LeFossatum Africae
Le Fossatum Africae (ou Limes de l'Aurès) est une série d’ouvrages de protection des accès à l’ouest de l’Aurès, mentionnée dans un texte de 409. Il est constitué de plusieurs tronçons repérés par les travaux d’archéologie aérienne de Jean Baradez, grâce à la différence de végétation dans un paysage aride :
- un tronçon de 45 km à une dizaine de kilomètres de l’Oued Djedi et de Gemellae
- un de 55 km au sud des Nemencha, commençant à l’est de Ad Majores, passant Chebika en direction de Métlaoui
- un de 60 km sur le flanc ouest de l’Aurès, entre Tobna et Mezarfelta

Au sol, les vestiges d’un fossé sont visibles, d’une largeur variant de 4 à 10 mètres, la terre dégagée formant un remblai sur un côté du fossé ou les deux, qui peut s’élever encore sur 1 à 1,5 mètre, parfois remplacé par un mur de pierres sèches. Des tours et des fortins en avant ou en arrière du fossé, des enclos pour les bêtes complètent l’obstacle.
La datation du Fossatum est incertaine, son ampleur permet de supposer un étalement de sa réalisation sur plusieurs règnes. Les hypothèses avancées sont les règnes d’Hadrien ou d’Antonin le Pieux, par analogie avec leurs grands aménagements en Bretagne et en Germanie, ou plus tardivement Gordien III, les tétrarques, Constantin Ier.

## Le secteur de la Maurétanie
L’annexion de la Maurétanie provoquée de façon inopinée en 40 par Caligula survint alors que les aménagements du pays numide et de l’Aurès n’étaient pas terminés. Cette annexion apportait aux Romains la charge malaisée de la surveillance et du maintien de l’ordre face aux tribus maures. L'espace que Rome devait désormais directement administrer était par ailleurs très hétérogène et marqué par une solution de continuité : les communications non maritimes entre les deux nouvelles provinces, la Maurétanie césarienne à l'est et la Maurétanie tingitane à l'ouest. Ces deux provinces furent dotées en conséquence de systèmes défensifs très différents qui connurent des évolutions dissemblables.
Jérôme Carcopino proposa de voir un limes continu partant de l’Atlantique et allant jusqu’à la frontière des deux provinces vers Maghnia, selon un parcours par les vallées d’oueds et les lignes de crêtes. Cette thèse ne reçut aucune confirmation des explorations aériennes de J. Baradez, et est abandonnée. Pour Eugène Albertini, suivi par Louis Harmand et leurs successeurs, le Maroc oriental échappa à toute occupation romaine, et sépara les deux provinces de Maurétanie .

### La Maurétanie Tingitane

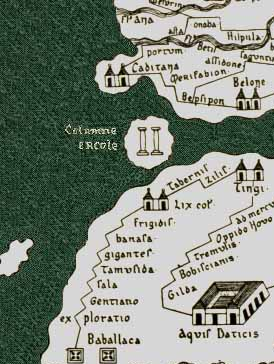
Les voies de communication en Maurétanie Tingitane.
Reconstitution hypothétique de la Table de Peutinger par Konrad Miller (1887).

Le système militaire romain en Maurétanie tingitane était organisé le long des voies de communication nord-sud qui partaient de Tingi en direction de Sala d'une part et de Volubilis d'autre part. Les garnisons semblent avoir été placées pour protéger les zones urbanisées, l'armée romaine surveillant surtout dans la province la "zone civique". Le contrôle des espaces où les populations étaient moins urbanisées et moins sédentarisées était moins constant et pouvait être exercé indirectement à travers des accords passés avec les tribus locales comme les Zegrenses autour de Banasa ou les Baquates au sud de Volubilis. Jusqu'à l'époque tétrarchique le dispositif ne semble pas avoir connu de grande modification.

### La Maurétanie Césarienne
La province voisine de Maurétanie Césarienne présente une disposition bien différente et une évolution considérable. Dans un premier temps, il n’y eut qu’une route côtière reliant les divers ports, d’est en ouest : Igligili (Jijel, Djidjelli), Saldae (Bougie, - Béjaïa), l’ancienne capitale de Juba II Iol Caesarea (Cherchell), Cartennae (Ténès), Portus Magnus (Arzew), Castrum Puerorum (Les Andalouses), Rusaddir (Melilla). C’est seulement sous les Antonins que la circulation sur l’arrière-pays est aménagée : une route s’éloigne de la mer par la vallée du Chelif, passe par Castellum Tingitanum (Chlef, El Asnam), Tigava (Les Attafs), Rapidum, Auzia (Aumale) et rejoint la Numidie via Sitifis (Sétif) et Cuicul (Djemila),.
Sous les Sévères vers 201, une rocade, la nova praetentura marque une nouvelle avancée par le sud du massif de l’Ouarsenis, desservant d’est en ouest les Uzinaza (Saneg), Cohors Breucorum (Tagremaret), Ala Miliaria (Beniane), Lucu (Timziouine), Tassacora (-Sig- ex Saint Denis du Sig )  (Sidi Ali Benyoub, ex Chanzy), Altava (Ouled Mimoun), Pomaria (Tlemcen), et se rapproche de la Méditerranée à Numerus Syrorum (Maghnia). Les termes militaires Cohors, Ala, Numerus indiquent clairement des postes militaires et le caractère stratégique de cette voie. L'installation de garnison s'est aussi accompagnée de l'implantation de populations civiles comme l'a montré une inscription latine d'Uzinaza. Dans le même temps, mais sous la responsabilité de l'armée de Numidie, en 198 une position très avancée est créée par des détachements de la IIIe Augusta et de la IIIe Gallica, soutenus par les cavaliers de l’Ala Ia Pannoniorum au sud de l’Ouarsenis, à Castellum Dimmidi (l’oasis de Messaad à 60 km au nord-est de Laghouat). Cette position extrême aux confins du Sahara fut renforcée en 226 par d'un détachement d’archers montés palmyréens, mais finit par être abandonnée sous Gordien III vers 238,.

#### Les effectifs
Étant dirigée par un procurateur de rang équestre, donc non habilité à commander une légion de citoyens, la Maurétanie Césarienne est défendue uniquement par des troupes auxiliaires. Elles sont connues par l’épigraphie : des inscriptions funéraires et des diplômes militaires. L’effectif pour la province est estimé à environ 6 000 hommes, selon un diplôme de 107 qui mentionne trois ailes de cavalerie et dix cohortes, réparties sur les divers postes. La capitale provinciale Cherchell est elle-même protégée par plusieurs unités, dont la 6e cohorte dalmate.

## Lelimes Tripolitanus
Ce limes protecteur de la Tripolitaine fut le dernier aménagé, et porta le contrôle romain sur l’Afrique du Nord à sa plus grande extension. Septime Sévère organisa la protection de l'arrière-pays des villes côtières de Oea, Sabratha et Leptis Magna et la surveillance des routes caravanières vers le Fezzan et le pays des Garamantes en étendant le limes sur le plateau subsaharien : sa pièce maîtresse est une route qui part vers le sud depuis Tacapa puis tourne droit vers l’Est pour rejoindre Leptis Magna. 18 castella et des tours de guet jalonnent cette rocade. Une seconde route périphérique greffée sur la première entoure les bassins de oueds Sofeggin et Zemzen et protège une zone propice à l’élevage et à la culture. Des postes très avancés de ce limes sont construits à Cydamus (Ghadamès, Sud Tunisien), Gheria el-Gharbia, Gheria es-Scerghian, Bu Njem (Libye actuelle), et occupés en permanence par des détachements de la IIIe légion. Le dispositif fut mis en place à partir du camp de Bezereos, déjà occupé sous Commode, et fut sans doute achevé un peu après 201 - date d'installation du camp de Bu Njem.
Après la dissolution de la IIIe légion en 238, la Tripolitaine est défendue par des auxiliaires et des détachements de soldats (vexillations) et des numeri. Sous Philippe l'Arabe de nouveaux forts apparaissent, comme le centenarium de Gasr Duib. Les inscriptions latines montrent qu'à cette période l'organigramme militaire s'est étoffé, si les forces de Tripolitaine restent dépendantes finalement du légat de Numidie, elles sont placées sous les ordres d'un praepositus limitis (Tripolitanae) qui a donc la responsabilité militaire du limes Tripolitanus. Ce limes est lui-même divisé en régions qui portent aussi le nom de limes : ainsi la région de Gasr Duib est le limes Tentheitanus, elle était placée sous les ordres d'un tribun. Le dispositif militaire romain en Tripolitaine est considérablement réduit et réorganisé entre 259 et 263 : c'est à ce moment que Bu Njem est évacué en bon ordre. Ce redéploiement a lieu sans qu'il y ait trace d'un changement important dans la situation locale. On considère en général que le dispositif a été réduit pour pouvoir redéployer des troupes dans des régions plus menacées : ainsi en Numidie la reconstitution de la troisième légion Auguste n'a pas empêché le développement de troubles importants après 253.
On ne considère plus aujourd'hui que les forces militaires du limes africain se sont vues renforcées sous Sévère Alexandre par des soldats agriculteurs, les limitanei installés dans des fermes fortifiées. Il s'agit là, comme l'a souligné André Chastagnol d'un des anachronismes qui émaillent l’Histoire Auguste, le terme n'apparaissant que plus tardivement, en même temps que d'une présentation inexacte des limitanei qui ne furent pas des "soldats-paysans".

## Les adaptations duIVesiècle

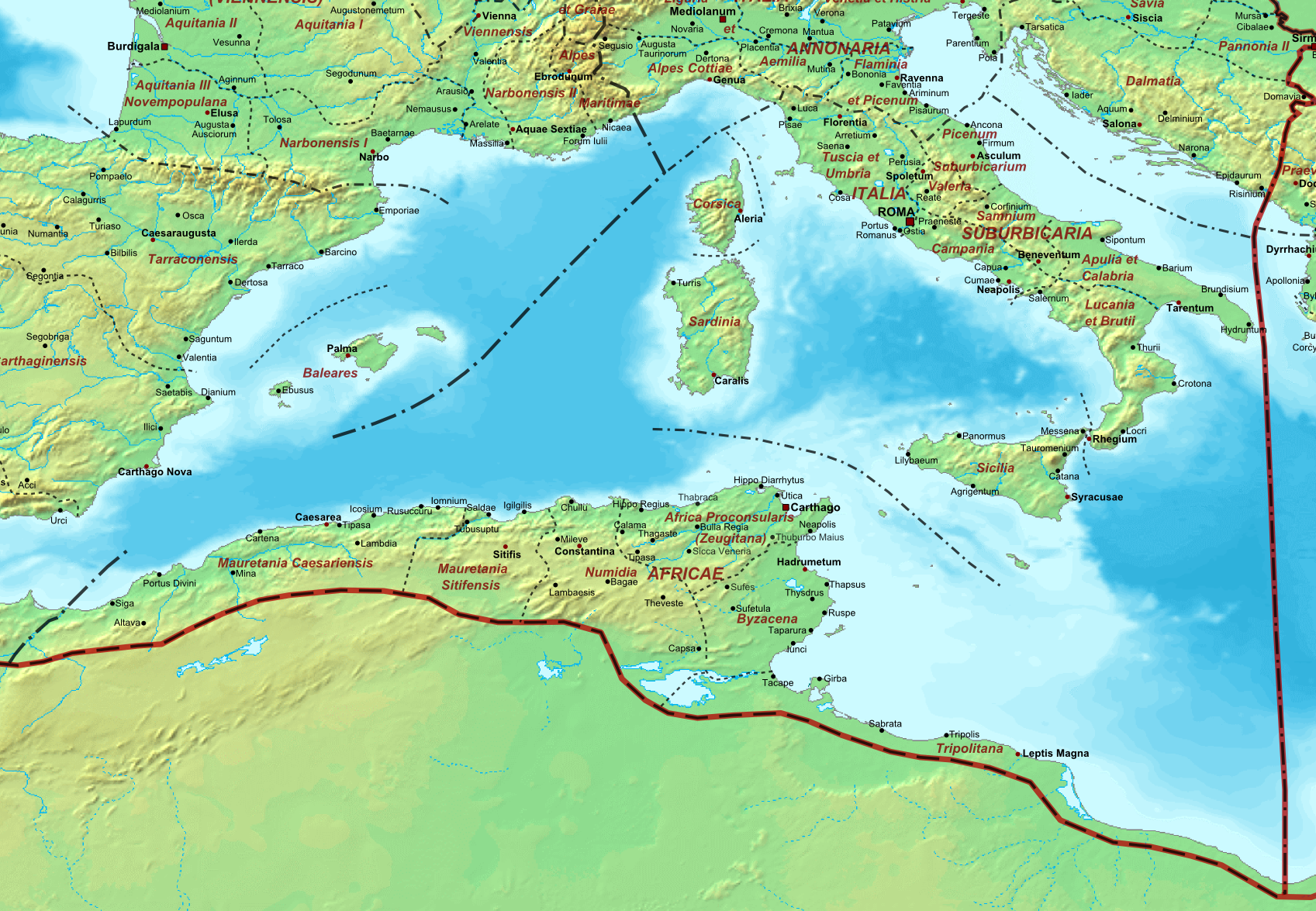
Diocèse d'Afrique vers 400

Les aménagements défensifs ne suffisent pas au IIIe siècle à assurer la protection contre les attaques des tribus Maures nomades. Les positions les plus avancées Castelli Dimmidi et Bu Njem doivent être évacuées. En 296 Maximien Hercule passe d’Espagne en Maurétanie Tingitane, bat les Baquates dans le Rif et l’Atlas, puis les Bavares et les Quinquegentiani dans le Hodna. Il réorganise la défense au prix de l’abandon des zones sud des Maurétanies et de la Numidie, la Maurétanie Tingitane, évacuée jusqu’à Lixus, est isolée de la Maurétanie Césarienne et est rattachée au diocèse des Espagnes.
Au début du IVe siècle, Dioclétien (ou Constantin Ier, la question fait débat) réorganise le déploiement des troupes en Afrique comme dans le reste de l’Empire en deux armées :
- une armée d’intervention, mobile et puissante, cantonnée loin de la frontière, dénombrant trois légions palatines, huit légions (dont toujours la IIIe Augusta) et dix-neuf vexillations du comitatus. L’effectif d’une légion est plus petit que celui de la légion classique, et ne dépasse pas mille hommes.
- une armée sédentaire, de recrutement plus médiocre, répartie sur la frontière. On multiple les forts où elle stationne, chacun occupé par un effectif réduit (centenarium, soit une centaine de soldats) : le comte d’Afrique commandait 16 praepositi limites, le dux de Tripolitaine 12 et le dux de Maurétanie Césarienne 8.

Cette réorganisation permit de venir à bout des insurrections des princes maures Firmus puis Gildon au IVe siècle et résista quelque temps à l’invasion vandale, de 429 à 439.
Cette dernière affirmation est triplement inexacte :
1. la Guerre de Firmus, un notable berbéro-romain qui s'appuya sur des tribus, mais aussi des villes et des soldats romains de la province, ne concerna que la Maurétanie césarienne. Elle fut vaincue par une armée venue de Grande Bretagne par Arles, commandée par le général Théodose (père du futur empereur de même nom), et non par l'armée de la province.
2. la Guerre de Gildon, frère de Firmus, certes, mais comte d'Afrique, très proche de la famille impériale (sa fille Salvina avait épousé Nebridius,un neveu de l'empereur) est une révolte romaine, concernant la Proconsulaire et fut vaincue par une armée débarquée d'Italie,
3. La résistance romaine contre les Vandales fut très faible, puisque des Vandales, débarqués dans le nord du Maroc en 429, prirent Hippone en 430 et des combats sont signalés en Proconsulaire en 430. Toute l'Afrique romaine a été traversée d'un trait ! Il s'est agi d'un effondrement.